# アンパッサン (漫画)
『アンパッサン』は、柚木タロウによる日本の漫画作品。スクウェア・エニックスのウェブコミック配信サイト『ガンガンONLINE』で2009年11月26日更新分から2011年7月14日更新分まで連載された。

## 登場人物
九条 シン（くじょう シン）
私立大道寺学園中等部の3年B組の超問題児。ネガティブな考え方の持ち主で、何をするにもやる気のない少年。
右目は眼帯で隠されているが、実はその右目はエックスレイと呼ばれる特殊な目であり、それをヴァルデが狙っている。
菜原 りう（なはら りう）
シンのクラスメート。天然な性格で、趣味は食虫植物の栽培。
大道寺 勝（だいどうじ すぐる）
シンのクラスメート。父は学園の理事長で、シンとはりうをめぐる恋のライバル。
有馬 セツ（ありま セツ）
シンたちのクラスに転校してきた少年。転入早々ファンクラブが作られるほどの美貌をもっている。

### ヴァルデ
ナイト＝ハルト（内藤 春人）
大道寺学園3年B組に臨時教師としてやってきた人物だが、実はヴァルデのメンバー。
ルーク＝ベルゼン

ルーク＝ブランダー
新たにルークとしてやってきた殺し屋。
ビショップ＝アルマーニ
ヴァルデにおける、黒王のビジョップ。少女のような姿をしているが、実は男性。

## 単行本
1. 2010年6月22日 ISBN 978-4-7575-2907-6
2. 2010年10月22日 ISBN 978-4-7575-3032-4
3. 2011年3月22日 ISBN 978-4-7575-3189-5
4. 2011年9月22日 ISBN 978-4-7575-3368-4